# Alpe Eck
Alpe Eck (mundartlich: Alp Ek, d'Ek) ist ein Gemeindeteil der Gemeinde Ofterschwang im bayerisch-schwäbischen Landkreis Oberallgäu.

## Geographie
Der Ort liegt circa 1,5 Kilometer nordwestlich des Hauptorts Ofterschwang am Hang des Ofterschwanger Horns.

## Ortsname
Der Ortsname deutet auf eine Alpe hin, die auf einem Grat (veraltet Eck) liegt.

## Geschichte
Die Alpe Eck wurde erstmals urkundlich um das Jahr 1831 mit den Viehweiden hinter (der) Eck erwähnt. Im Jahr 1910 war die Alpe Eck eine Mischalpe. In den 1930er Jahren wird die Alpe zunächst zum Gasthaus erweitert und später zum Hotel.